# Nelson Saavedra
Nelson Alejandro Saavedra Sánchez (Santiago, Región Metropolitana de Santiago, Chile, 6 de abril de 1988) es un futbolista chileno que juega de Defensa. 

## Trayectoria

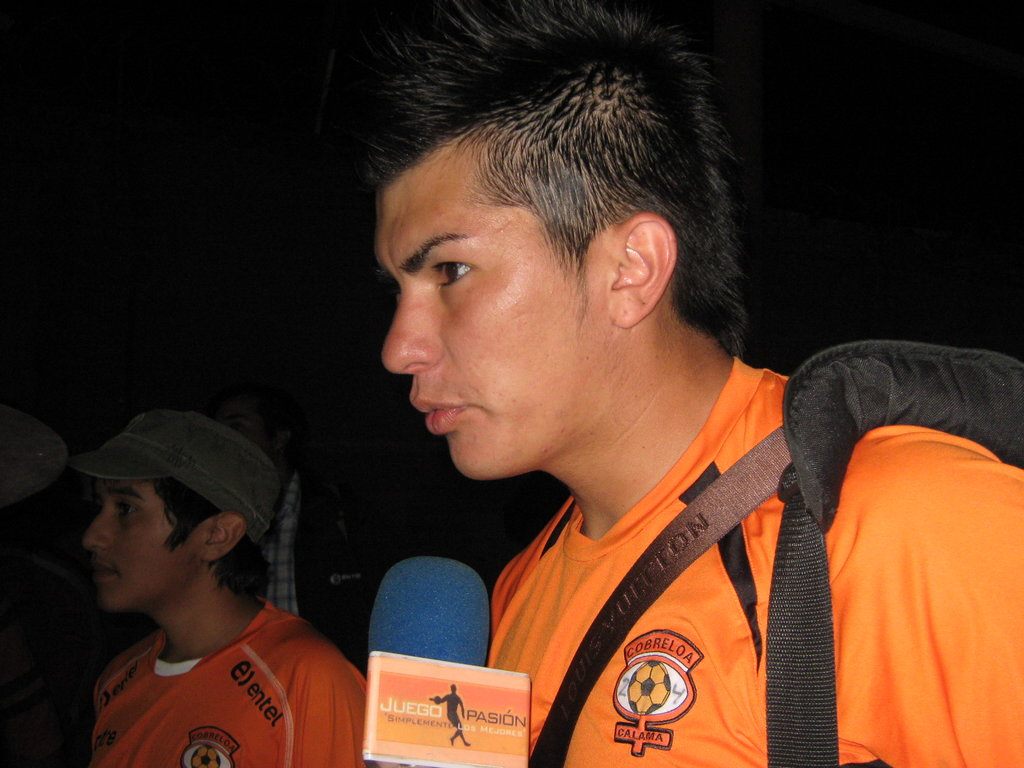
Nelson siendo entrevistado en Cobreloa.

Llegó a las divisiones inferiores de Palestino en el 2004, teniendo la oportunidad al año siguiente de probarse en el Real Madrid CF gracias a un reality show de la marca deportiva Adidas. Tras su paso por España regresaría a Chile para debutar por el equipo árabe en el Clausura 2006 frente a Huachipato donde convertiría un gol, luego de aquel debut no tendría mayores oportunidades hasta el Clausura 2008 donde lograría la titularidad en el primer equipo, siendo pieza clave en el subcampeonato logrado en este torneo.
Su buen desempeño en Palestino lo llevaría a jugar a Brasil, teniendo pasos por el Vitória, São Paulo FC y Atlético Goianiense, equipos en los cuales no sumaría minutos, por ello en 2011 regresaría a Chile, en calidad de préstamo a Cobreloa. Con los loínos no obtendría la continuidad deseada por lo cual partiría a Unión San Felipe para el Clausura 2011 donde su buen nivel llamaría la atención de O'Higgins de Rancagua.
En O'Higgins lograría la titularidad siendo una pieza importante en el subcampeonato obtenido por su equipo y llegando a jugar la Copa Sudamericana 2012, tras este paso ficharía en Audax Italiano donde tendría un irregular paso por lo cual después de dos años y medios en el club itálico, parte al Santiago Wanderers de Valparaíso.
Luego de un año en el club caturro,vuelve al Audax Italiano para el Torneo Apertura 2016 de Chile

## Selección nacional
Ha sido parte de la Selección de fútbol de Chile a nivel sub-21 donde ganaría el Torneo Esperanzas de Toulon de 2009 donde comenzó jugando pero luego perdería su puesto frente a Agustín Parra.

## Estadísticas
| Club                                      | Div.          | Temporada     | Liga  | Liga  | Copas nacionales | Copas nacionales | Torneos internacionales | Torneos internacionales | Total | Total |
| Club                                      | Div.          | Temporada     | Part. | Goles | Part.            | Goles            | Part.                   | Goles                   | Part. | Goles |
| ----------------------------------------- | ------------- | ------------- | ----- | ----- | ---------------- | ---------------- | ----------------------- | ----------------------- | ----- | ----- |
| Palestino · Chile                         | 1ª            | 2006          | 1     | 1     | —                | —                | —                       | —                       | 1     | 1     |
| Palestino · Chile                         | 1ª            | 2007          | 3     | 0     | —                | —                | —                       | —                       | 3     | 0     |
| Palestino · Chile                         | 1ª            | 2008          | 33    | 0     | —                | —                | —                       | —                       | 33    | 0     |
| Palestino · Chile                         | Total club    | Total club    | 37    | 1     | 0                | 0                | 0                       | 0                       | 37    | 1     |
| Vitória · Brasil                          | 1ª            | 2009          | —     | —     | —                | —                | —                       | —                       | 0     | 0     |
| Vitória · Brasil                          | Total club    | Total club    | 0     | 0     | 0                | 0                | 0                       | 0                       | 0     | 0     |
| São Paulo FC · Brasil                     | 1ª            | 2009          | —     | —     | —                | —                | —                       | —                       | 0     | 0     |
| São Paulo FC · Brasil                     | Total club    | Total club    | 0     | 0     | 0                | 0                | 0                       | 0                       | 0     | 0     |
| Atlético Goianiense · Brasil              | 1ª            | 2010          | —     | —     | —                | —                | —                       | —                       | 0     | 0     |
| Atlético Goianiense · Brasil              | Total club    | Total club    | 0     | 0     | 0                | 0                | 0                       | 0                       | 0     | 0     |
| Cobreloa · Chile                          | 1ª            | 2011          | 6     | 0     | —                | —                | —                       | —                       | 6     | 0     |
| Cobreloa · Chile                          | Total club    | Total club    | 6     | 0     | 0                | 0                | 0                       | 0                       | 6     | 0     |
| Unión San Felipe · Chile                  | 1ª            | 2011          | 13    | 0     | 1                | 0                | —                       | —                       | 14    | 0     |
| Unión San Felipe · Chile                  | Total club    | Total club    | 13    | 0     | 1                | 0                | 0                       | 0                       | 14    | 0     |
| O'Higgins · Chile                         | 1ª            | 2012          | 27    | 0     | 5                | 0                | 2                       | 0                       | 34    | 0     |
| O'Higgins · Chile                         | Total club    | Total club    | 27    | 0     | 5                | 0                | 2                       | 0                       | 34    | 0     |
| Audax Italiano · Chile                    | 1ª            | 2013          | 9     | 0     | —                | —                | —                       | —                       | 9     | 0     |
| Audax Italiano · Chile                    | 1ª            | 2013-14       | 16    | 2     | —                | —                | —                       | —                       | 16    | 2     |
| Audax Italiano · Chile                    | 1ª            | 2014-15       | 10    | 2     | 4                | 0                | —                       | —                       | 14    | 2     |
| Audax Italiano · Chile                    | 1ª            | 2016-17       | 2     | 0     | —                | —                | —                       | —                       | 2     | 0     |
| Audax Italiano · Chile                    | Total club    | Total club    | 37    | 4     | 4                | 0                | 0                       | 0                       | 41    | 4     |
| Santiago Wanderers · Chile                | 1ª            | 2015-16       | 11    | 0     | 4                | 0                | 2                       | 0                       | 17    | 0     |
| Santiago Wanderers · Chile                | Total club    | Total club    | 11    | 0     | 4                | 0                | 2                       | 0                       | 17    | 0     |
| Deportes Melipilla · Chile                | 3ª            | 2017          | 1     | 0     | —                | —                | —                       | —                       | 1     | 0     |
| Deportes Melipilla · Chile                | 2ª            | 2018          | 4     | 0     | —                | —                | —                       | —                       | 4     | 0     |
| Deportes Melipilla · Chile                | Total club    | Total club    | 5     | 0     | 0                | 0                | 0                       | 0                       | 5     | 0     |
| Club San Cristóbal · República Dominicana | 1ª            | 2021          | 9     | 0     | —                | —                | —                       | —                       | 9     | 0     |
| Club San Cristóbal · República Dominicana | Total club    | Total club    | 9     | 0     | 0                | 0                | 0                       | 0                       | 9     | 0     |
| Vega Real · República Dominicana          | 1ª            | 2021          | 2     | 0     | —                | —                | —                       | —                       | 2     | 0     |
| Vega Real · República Dominicana          | Total club    | Total club    | 2     | 0     | 0                | 0                | 0                       | 0                       | 2     | 0     |
| Total carrera                             | Total carrera | Total carrera | 147   | 5     | 14               | 0                | 4                       | 0                       | 165   | 5     |
| 1. 2. 3.                                  |               |               |       |       |                  |                  |                         |                         |       |       |